# Ровеласка
Ровеласка (итал. Rovellasca) је насеље у Италији у округу Комо, региону Ломбардија.
Према процени из 2011. у насељу је живело 7539 становника. Насеље се налази на надморској висини од 247 м.

## Становништво
Према резултатима пописа становништва 2011. у општини је живело 7.565 становника.
| 1931. | 1936. | 1951. | 1961. | 1971. | 1981. | 1991. | 2001. | 2011. |
| ----- | ----- | ----- | ----- | ----- | ----- | ----- | ----- | ----- |
| 3.417 | 3.380 | 3.875 | 4.369 | 5.252 | 5.606 | 5.900 | 6.279 | 7.565 |